# Anne Landsman
Anne Landsman (* 14. April 1959 in Worcester, Südafrika) ist eine südafrikanische Schriftstellerin.

## Leben und Werk
Anne Landsman wuchs als Tochter eines jüdischen Arztes in Südafrika auf. Sie studierte Englisch und erwarb 1981 ihren Bachelor an der University of Cape Town, ihren Master-Abschluss in den Fächern Drehbuchschreiben und Regie machte sie 1984 an der Columbia University in New York. Sie unterrichtete bis 2001 an der New School for Social Research und verfasste nebenbei Drehbücher und Kurzgeschichten. Ihr Mentor war der Regisseur Frank Daniel.
Aus einer ihrer Kurzgeschichten entwickelte sie ihren ersten Roman The Devil’s Chimney, der auf Anhieb die Shortlist mehrerer Literaturpreise erreichte. So wurde ihr beispielsweise der PEN/Hemingway-Preis verliehen. Ihr zweiter Roman The Rowing Lesson ist autobiografisch geprägt und erzählt die Geschichte einer jüdischen südafrikanischen Frau. Sie gewann damit 2009 den The Sunday Times Fiction Prize und den M-Net Literary Award. Sie schreibt außerdem Essays und Rezensionen und ist mit ihren Kurzgeschichten in mehreren Anthologien vertreten.
Anne Landsman lebt mit ihrem Mann und ihren Kindern in New York.

## Werke
- The Devil’s Chimney. Soho Press 1997. (deutsch: Die Brautkammer. Btb 2000.), ISBN 978-3-442-72568-7
- The Rowing Lesson. Soho Press 2007. (deutsch: Wellenschläge. Schöffling 2014.), ISBN 978-3-89561-015-8